# 플래시백 (심리현상)
플래시백(flashback)은 현실에서 어떠한 단서를 접했을 때 그것과 관련된 강렬한 기억에 몰입하는 현상이다. 이 현상은 단순히 과거를 떠올리는 회상과는 다른 의미이며 현실과 완전히 격리된다. 이 경험은 공포, 행복, 슬픔, 자극 등 수많은 정서에 해당할 수 있다. 이 용어는 특히 비자발적으로 기억이 회상될 때 사용된다.
외상 후 스트레스 장애(PTSD)를 겪는 환자의 경우 플래시백은 일상 생활을 상당 부분 망칠 수 있다.